# مسجد الملك فهد (سراييفو)
مسجد الملك فهد (بالبوسنوية: Džamija kralja Fahda) هو مسجد يقع في سراييفو عاصمة البوسنة والهرسك. تم البدء ببنائه في عام 26 ذو الحجة 1418هـ الموافق 23 أبريل 1998، وافتتح في عام 2000، من قبل الأمير سلمان بن عبد العزيز أمير منطقة الرياض ورئيس الهيئة العليا لجمع التبرعات لمسلمي البوسنة والهرسك والرئيس البوسني علي عزت بيغوفيتش وعدد من المسؤولين في الحكومة البوسنية. يُعد المسجد أحد أكبر المشروعات الحضارية في منطقة البلقان، كما يُعد أكبر مسجد نفذته الهيئة العليا لجمع التبرعات لمسلمي البوسنة والهرسك في جمهورية البوسنة والهرسك. ويضم المسجد أيضاً مركز ثقافي يشتمل على قاعة للمحاضرات تستوعب 300 شخص، ومكتبة مركزية تحتوي أكثر من 10,000 عنوان بشكل مبدئي مزودة بقاعات للاطلاع ووحدات للبحث وخلايا استماع ونسخ للأشرطة السمعية والبصرية، كما يضم المركز المبنى الإداري وسكناً للإمام وآخر لمدير المركز، وقاعة رياضية للألعاب الجماعية التي تتواءم وتوجه المركز الثقافي، كما يضم المركز وحدة للحاسب الآلي ومعملاً لتعليم اللغة العربية.

## معرض صور

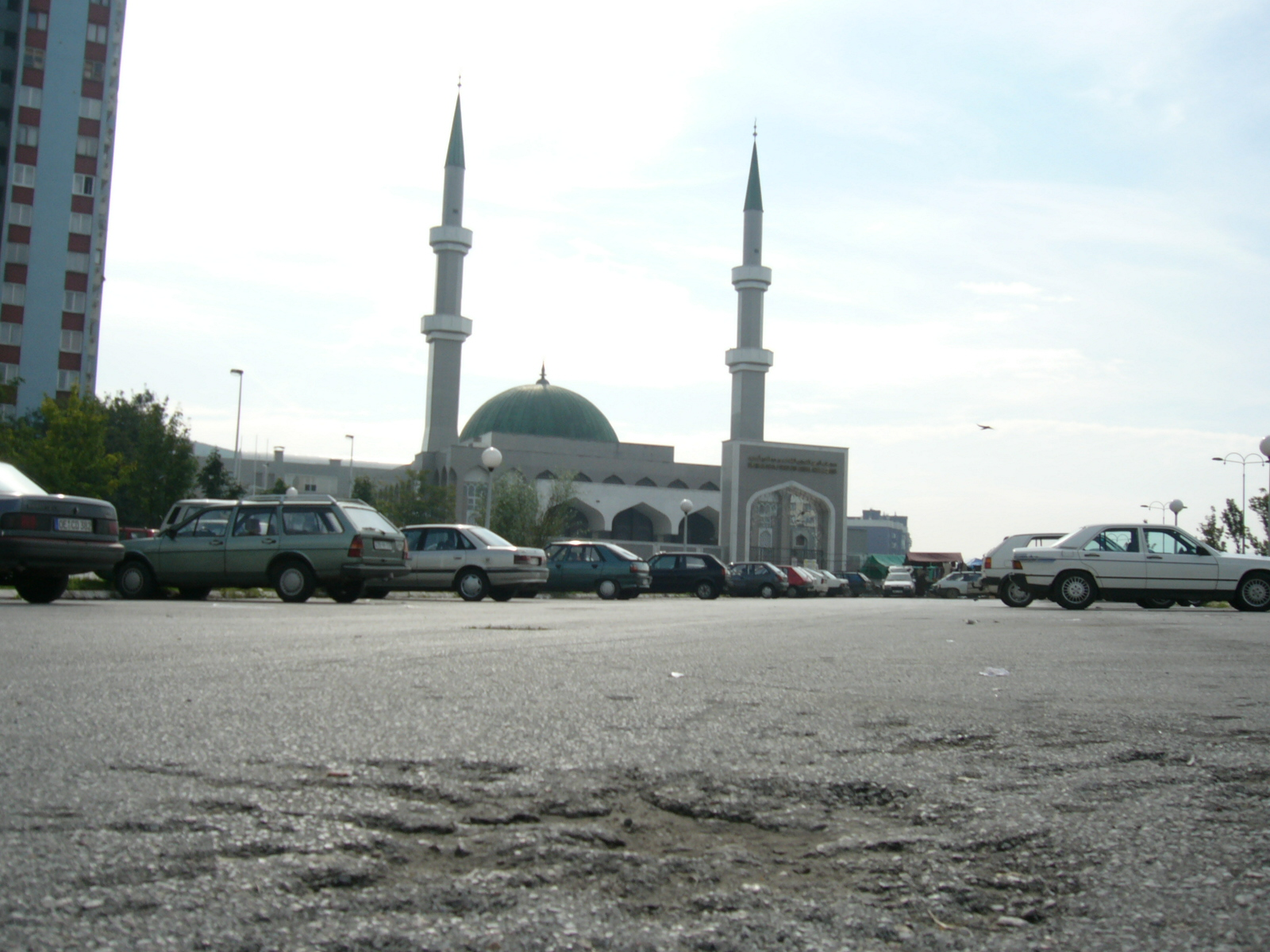
صورة للمسجد من بعيد
فناء المسجدفناء المسجد
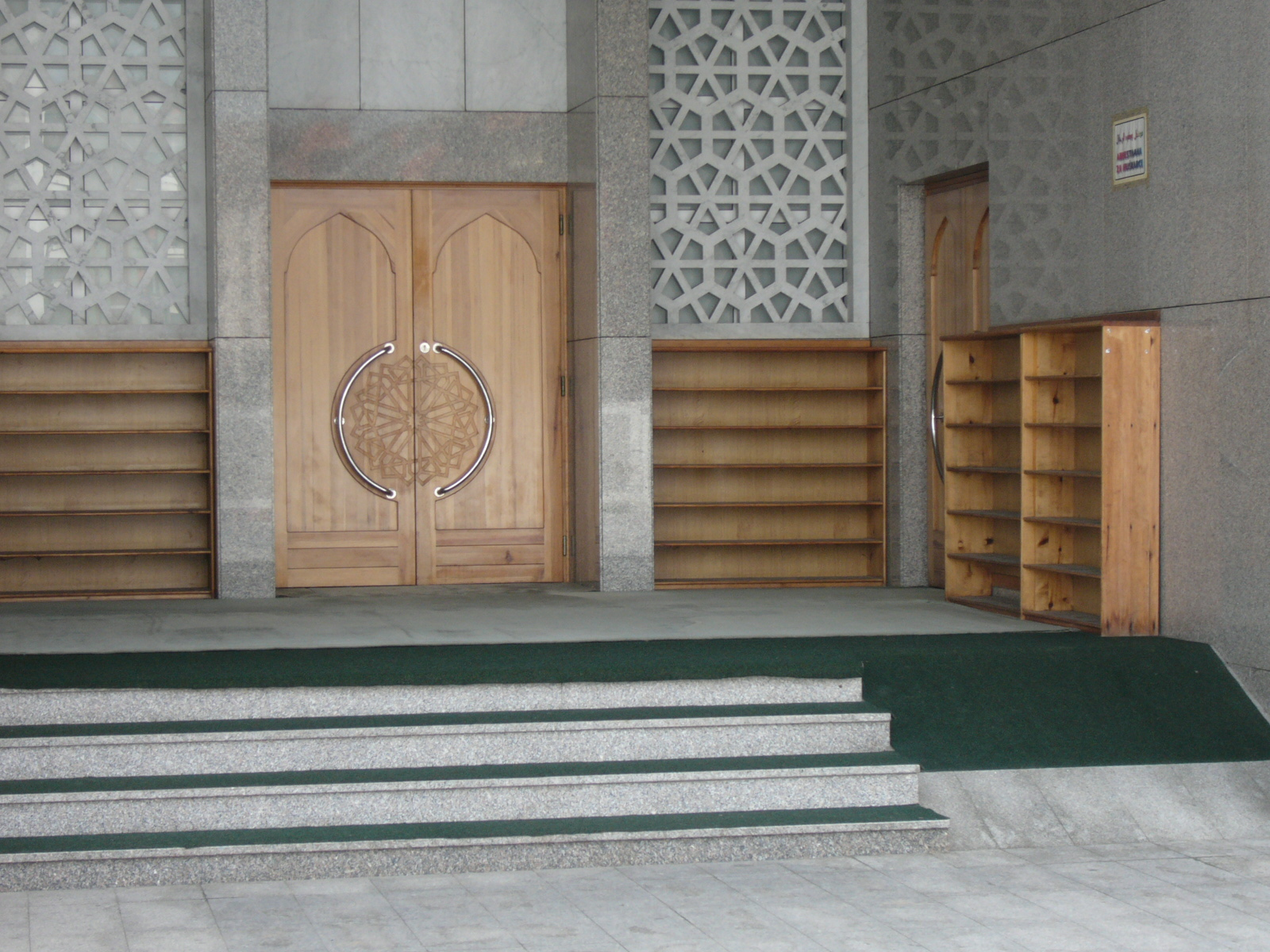
الباب الأمامي للمسجد
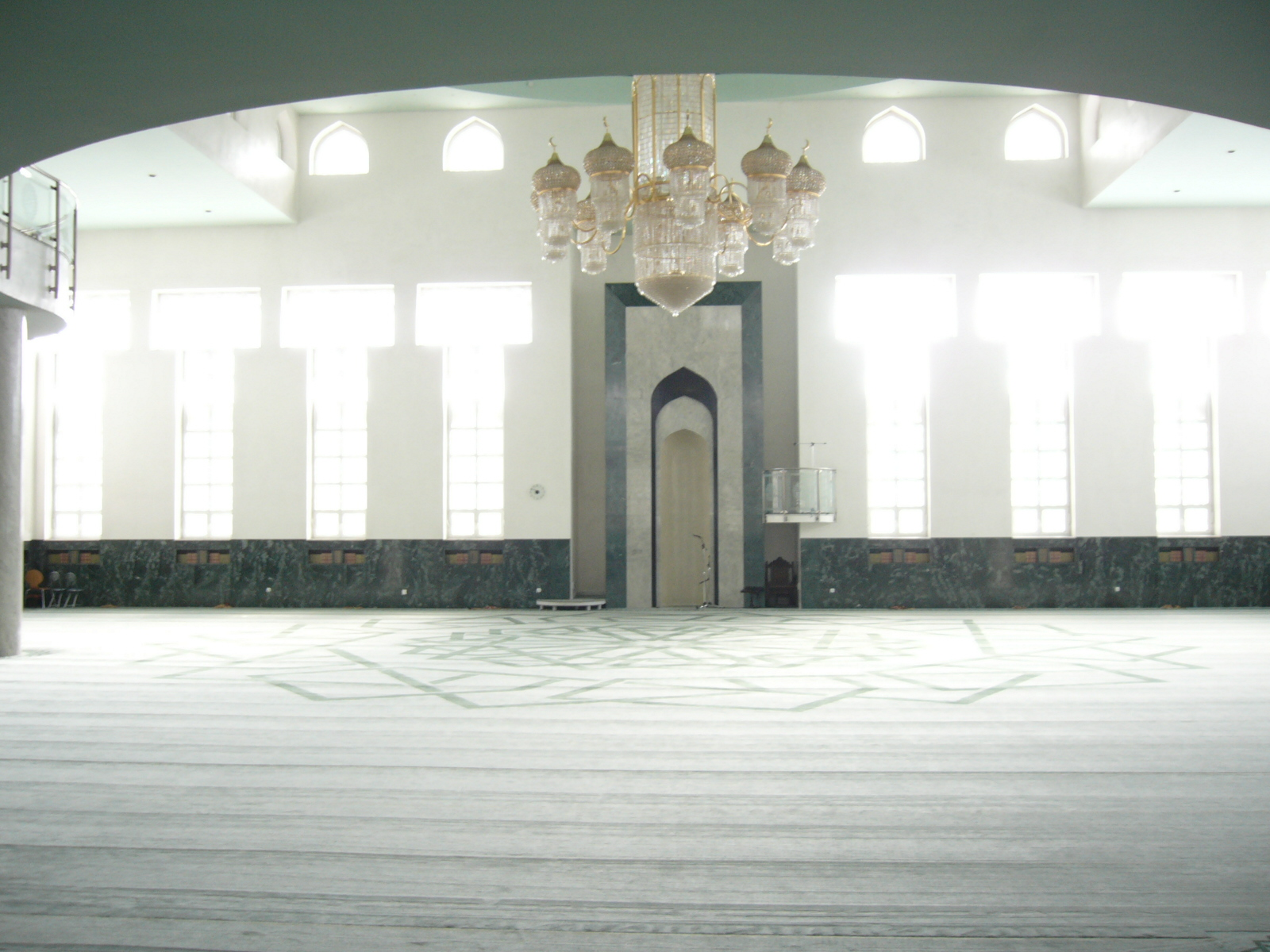
المسجد من الداخل
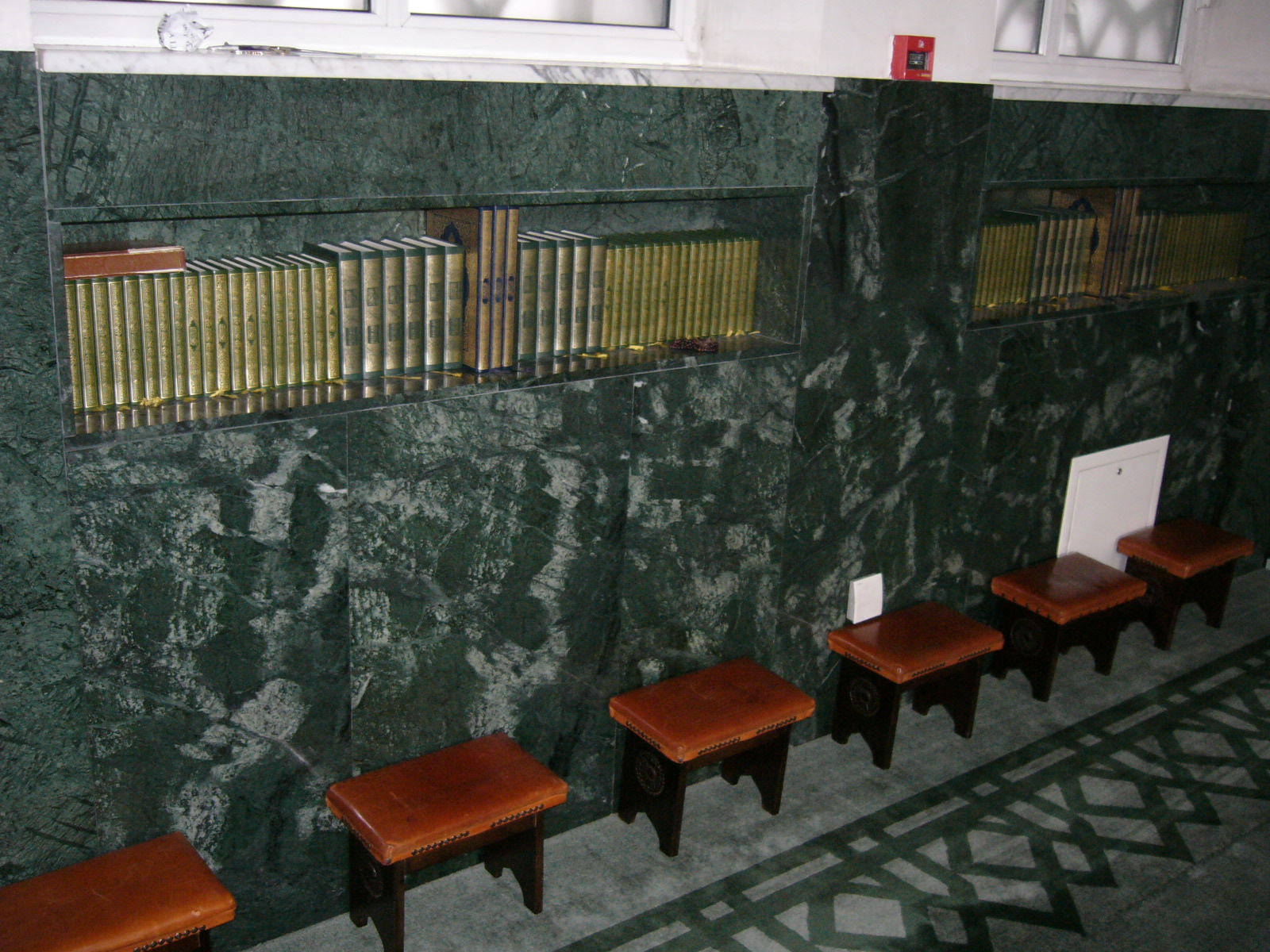
كتب دينية